# Революционные вооружённые силы Колумбии — Армия народа
Революционные вооружённые силы Колумбии — Армия народа, РВСК-АН (исп. Fuerzas Armadas Revolucionarias de Colombia – Ejército del Pueblo, FARC-EP), ФАРК — леворадикальная повстанческая экстремистская группировка, участвовавшая в Гражданской войне в Колумбии. Была сформирована в 1960-е годы как военное крыло Коммунистической партии Колумбии. Изначально выступала как партизанское соединение, позже в 1980-х начала также заниматься наркоторговлей и похищением заложников. ФАРК также брала ответственность за террористические акты, взрывы в городах страны и убийства политиков.
В 2001 году Госдепартамент США внёс ФАРК в список террористических организаций, Евросоюз позже принял аналогичное решение. Куба и Венесуэла настаивают на том, что эта организация является партизанской, действующей на основе боливарианских идей.

Мы — военно-политическая организация, находящаяся в оппозиции правящему режиму Колумбии, ведомая идеями Маркса, Ленина и Боливара. Мы боремся за социалистическое общество, дабы восстановить справедливость на всей планете, начав с нашей родины.

В 2016 году ФАРК и правительство Колумбии подписали договор о прекращении боевых действий. 1 сентября 2017 года около 1200 делегатов съезда ФАРК в Боготе проголосовали за преобразование движения в политическую партию. 9 октября бывшие повстанческие Революционные вооруженные силы Колумбии (РВСК) официально завершили процесс регистрации созданной на их основе политической партии. Партия получила название «Общая революционная альтернативная сила» (ОРАС). По-испански аббревиатура партии полностью совпадает с аббревиатурой РВСК (FARC).
После подписания мирного договора из ФАРК выделилась группировка «диссидентов», не принявшая договор и заявившая о продолжении борьбы. В 2021 году были замечены стычки между группировкой и армией Венесуэлы.

## История

### Создание

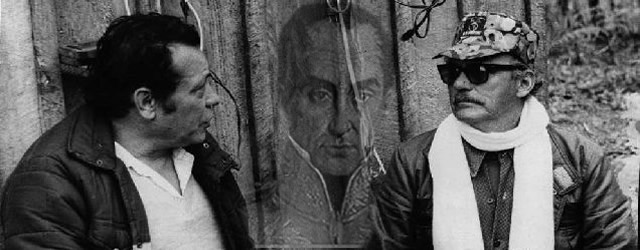
Мануэль Маруланда и Хакобо Аренас

В 1948 году в Колумбии начался вооружённый конфликт, причиной которого стало противостояние Либеральной и Консервативной партий Колумбии. Этот период вошёл в историю под названием Ла Виоленсия (исп. La Violencia) и продолжался 10 лет. Завершился он примирением и объединением партий либералов и консерваторов в общенациональный фронт и созданием коалиционного правительства. К власти пришёл либерал Альберто Камарго. На стороне либералов воевали и коммунисты, но они не согласились на примирение и приняли решение продолжать войну.
Лидером прокоммунистических партизан стал Хакобо Алапе (по кличке Чёрный Чарро), который в 1958 году был застрелен бывшим партизаном-либералом. Во главе прокоммунистических партизан встал Педро Марин (во времена Ла Виоленсии воевал как либерал, но испытывал большое влияние со стороны Хакобо Алапе). В сложившейся обстановке коммунисты были вынуждены уйти в глубокое подполье. Они окопались в колумбийских Центральных Кордильерах на юге департамента Толима в Маркеталии, где с начала 1960-х годов жили почти в полной изоляции.
Педро Марин тем временем сменил имя на Мануэль Маруланда, вступил в компартию и вместе с леворадикальным студентом Хакобо Аренасом организовал в 1964 году военизированное крыло компартии — ФАРК. Маруланда был военно-административным руководителем, а Аренас его политическим советником и идеологическим наставником. В мае 1964 года повстанцы укрепились в Маркеталии. Вскоре Маркеталия была разгромлена регулярными колумбийскими войсками, и данный факт послужил переосмыслению партизанской доктрины. Ставка была сделана на затяжную повстанческую войну маоистского типа с конечной целью социалистической революции.

### Гражданская война

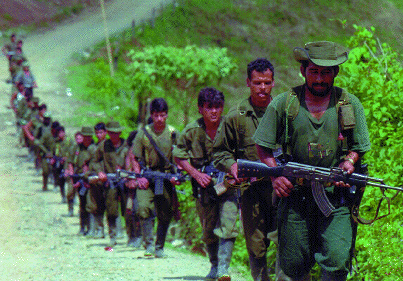
Повстанцы Революционных вооружённых сил Колумбии в 1998 году

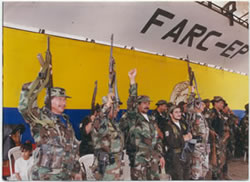
Руководители Революционных вооружённых сил Колумбии

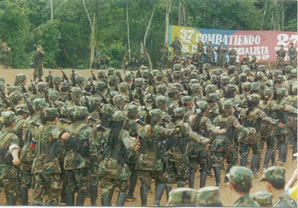
Партизаны ФАРК маршируют

В гражданской войне в Колумбии выделяют три основные силы: правительственная армия, правоэкстремистские группировки («парамилитариос») и левые революционные группировки. ФАРК фактически автономна от компартии, но их отношения складываются таким образом, что КПК и ФАРК не принимают общенациональных решений без согласия друг друга. ФАРК характеризует свою деятельность с 1964 года, как борьба с правительством за построение Новой Колумбии, общества социальной справедливости и социального равенства.
На 7-й партизанской конференции в 1982 году было принято решение о взыскании «революционных налогов» с крупных производителей кокаина. В связи с этим колумбийское правительство называет ФАРК «наркопартизанами». Подобная деятельность привела к разрыву Колумбийской коммунистической партии с ФАРК (в своих изданиях компартия Колумбии, впрочем, не выступает противником ФАРК и не поддерживает как кампанию против него, так и обвинений, возлагаемых на эту организацию). В 1990-е годы ФАРК создала Подпольную коммунистическую партию Колумбии как своё идеологическое крыло.
Во времена своего расцвета в 1990-е годы «народная армия» ФАРК насчитывала около 17 000 бойцов, как мужчин, так и женщин, поддерживаемые значительной частью населения, так называемым «гражданским ополчением», снабжающим их едой, медикаментами и информацией, с международной сетью, способной поддерживать оперативную связь с другими странами и идеологическими союзниками. Повстанцы контролировали 45 % колумбийской территории, их даже считали угрозой Боготе.
По данным официального колумбийского правительства, ФАРК несёт ответственность за многочисленные террористические акты, взрывы, убийства политиков, похищения людей и вымогательства в стране. Повстанцы по правительственным данным участвовали в производстве и продаже наркотиков, похищали людей с целью выкупа и принуждали подростков воевать против правительства. По количеству похищенных людей ФАРК лидирует в Колумбии. Заложников берут преимущественно для получения выкупа и как инструмент воздействия на правительство страны. В марте 1999 года ФАРК казнил трёх американцев, активистов движения за права индейцев, которых партизаны обвинили в принадлежности к ЦРУ. По данным общественной организации Fundación País Libre, между 2000 и 2008 годами ФАРК похитила не менее 326 человек. В 2008 году Фидель Кастро обращался к партизанам с просьбой освободить оставшихся у них заложников. Кастро призвал повстанцев не сдаваться и не прекращать революционную борьбу, но выступил с критикой методов революционной борьбы ФАРК, а именно «похищения людей и удержания их в джунглях».
В 2002 году президентом Колумбии стал Альваро Урибе. Урибе призывал крестьян создавать собственные отряды для самозащиты, вооружал их, гарантировал помощь полиции и призывал «громить всех, кто нападает с оружием, не глядя на форму и знамя». Урибе переформировал армию и скоординировал её с крестьянской самообороной, подготовил спецназ при помощи американцев и направил его против повстанцев. Дошло до того, что уже в 2003 году ФАРК и AUC вели переговоры об объединении «против авторитарных властей».
С 2007 года правительственные войска перешли в наступление. Вместо крупных войсковых операций упор был сделан на действия мобильных отрядов спецназа и удары при поддержке вертолётов. Особое внимание стали уделять разведывательным операциям. В результате действий правительственной армии численность ФАРК сократилась в 2 раза до 8-9 тысяч человек. Было убито примерно 100 командиров ФАРК: осенью 2007 года — убит командующий Карибским блоком Густав Руэда Диас и командующий 16-м фронтом Томас Медину, 1 марта 2008 года — убит Рауль Рейес (второй человек в Секретариате ФАРК), 3 марта — убит Иван Риос (командующий Центральным блоком ФАРК).
26 марта 2008 года в возрасте 77 лет от инфаркта миокарда скончался лидер и основатель организации Мануэль Маруланда. Сменил Маруланду коммунист-антрополог Альфонсо Кано, но особых успехов он уже не добился. В начале ноября 2011 года Кано был убит колумбийским спецназом. Пост главы ФАРК принял Тимолеон Хименес. Свою деятельность на посту руководителя начал с предложения правительству приступить к мирным переговорам. «Мы готовы обсудить приватизацию, вопросы снижения регулирования со стороны государства, абсолютной свободы торговли, демократию в условиях рыночной экономики», — говорилось в заявлении коммунистических партизан.
ФАРК управляется «секретариатом» во главе с команданте и ещё шестью полевыми командирами. До 40 % бойцов ФАРК составляют женщины. Одна из видных полевых командиров ФАРК, Эльданеис Москера (Elda Neyis Mosquera), известная также как Карина, 19 мая 2008 года сдалась властям. В декабре 2009 года повстанцами ФАРК был убит губернатор департамента Какета Луис Франсиско Куэльяр.

### Мирные переговоры

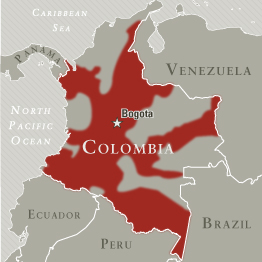
Районы активности ФАРК в 2013 году

27 августа 2012 года президент Колумбии Хуан Мануэль Сантос объявил, что колумбийское правительство занялось предварительными переговорами с ФАРК с целью добиться прекращения конфликта. Первый раунд переговоров состоялся в Осло 18 октября 2012 года. Затем переговоры были перенесены в Гавану.
23 августа 2013 года Сантос отозвал из Гаваны правительственную делегацию, приостановив мирные переговоры. Причиной этого стали разногласия между повстанцами и правительством о форме мирного соглашения: официальные власти Колумбии намерены вынести требования представителей ФАРК на всенародный референдум, делегаты со стороны группировки требуют созвать учредительное собрание, которое внесёт поправки в конституцию страны, согласно заключённым соглашениям. Хуан Мануэль Сантос заявил, что переговоры будут возобновлены, когда правительство посчитает нужным.
20 сентября 2013 года переговоры были возобновлены. 16 мая 2014 года правительство Колумбии и повстанцы договорились сообща бороться с незаконным оборотом наркотиков.
The Washington Post сообщала со ссылкой на доклад правительственного колумбийского Национального центра исторической памяти, опубликованный 24 июля 2013 года, что за всё время конфликта между колумбийскими властями и ФАРК с 1958 года погибли по меньшей мере 220 тысяч человек, в том числе 177 тысячи из числа мирного населения, около 45 тысяч пропали без вести, свыше 5 миллионов гражданских лиц стали беженцами. Согласно данным центра, четверо из пяти жертв противостояния являлись мирными гражданами. Большинство убийств было зафиксировано после того, когда в 1980-е годы с ФАРК и другими левыми группировками начали бороться группы праворадикалов при поддержке землевладельцев и наркоторговцев. Наиболее кровавым оказался период с 1996 по 2005 год, когда в среднем в Колумбии каждые восемь часов происходило похищение и раз в день кто-то подрывался на противопехотных минах, использовавшихся повстанцами.
23 сентября 2015 года на Кубе в присутствии кубинского лидера Рауля Кастро президент Сантос и лидер повстанцев Хименес пожали друг другу руки и объявили о намерении подписать мирное соглашение в марте 2016 года. Повстанцы и правительственные войска прекращают боевые действия. Планируется создать специальный судебный орган и трибунал из колумбийских и иностранных судей, где будут рассмотрены преступления этого конфликта. При этом юридическая ответственность будет распространяться на всех участников конфликта, то есть и на военнослужащих правительственных войск. Повстанцам была обещана широкая амнистия.

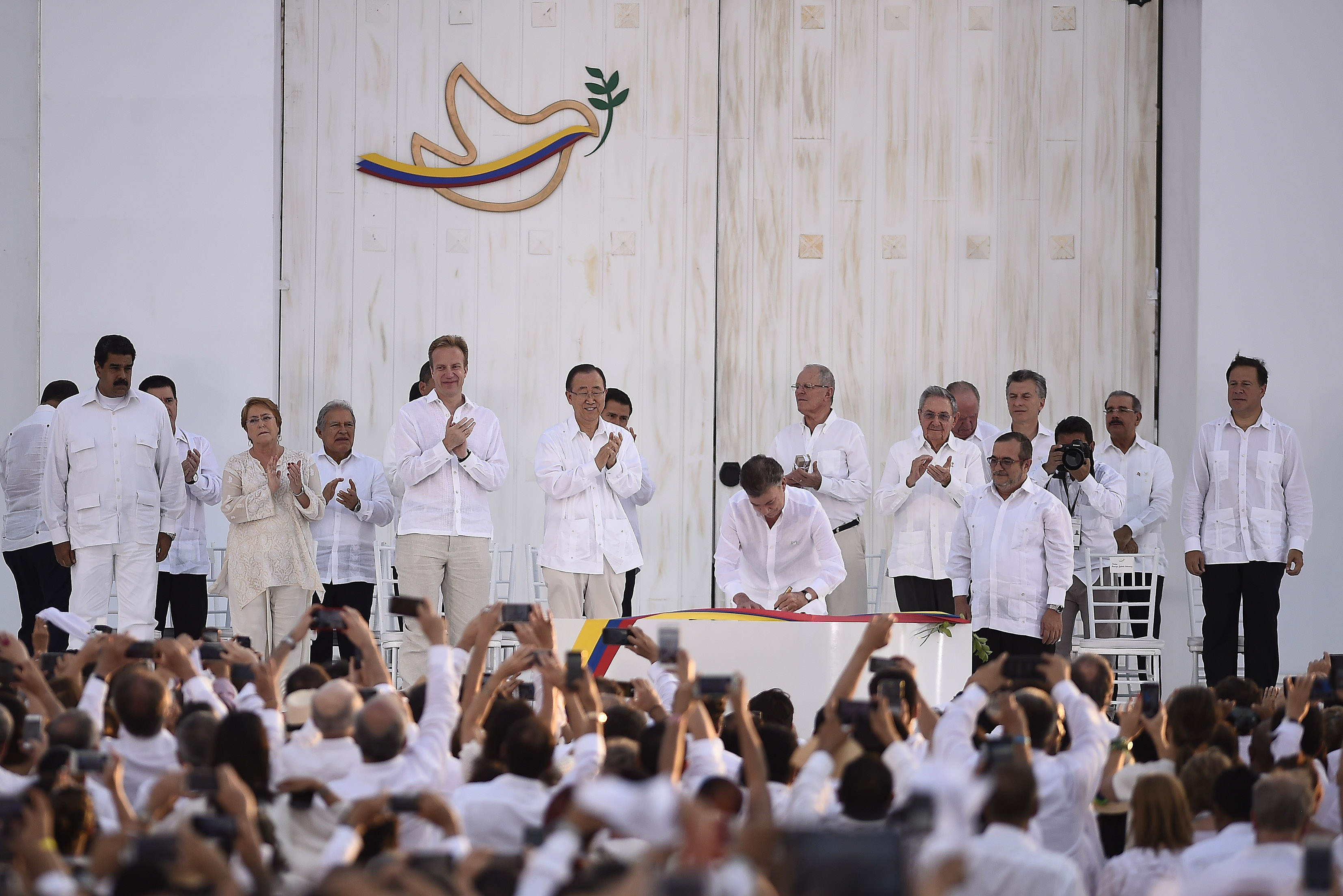
Хуан Мануэль Сантос и Тимолеон Хименес подписывают мирное соглашение 26 сентября 2016 года

22 июня 2016 года в Гаване представители колумбийского правительства и ФАРК объявили о согласовании условий соглашения об окончательном прекращении огня, разоружении, гарантий безопасности и борьбы с криминальными организациями. Само соглашение было подписано 23 июня.
26 сентября президент Колумбии Хуан Мануэль Сантос и лидер ФАРК Родриго Лондоньо Эчеверри (Тимолеон Хименес) подписали мирное соглашение. По случаю подписания исторического документа в Картахену прибыли генеральный секретарь ООН Пан Ги Мун, президенты Кубы и Венесуэлы Рауль Кастро и Николас Мадуро, госсекретарь США Джон Керри. При этом Тимолеон Хименес заявил, что они будут продолжать борьбу, но в правовом поле. Однако на национальном референдуме прошедшем 2 октября 50,21 % проголосовавших высказались против мирного договора с ФАРК. Лидером этого протеста стал прошлый президент Колумбии Альваро Урибе. По его мнению, повстанцы должны быть заключены в тюрьму и не имеют права заседать в Конгрессе.
7 октября Норвежский нобелевский комитет вручил Премию мира президенту Колумбии Хуану Мануэлю Сантосу за усилия, направленные на завершение продолжавшейся более полувека гражданской войны. Тимолеон Хименес поздравил Сантоса через Twitter.
24 ноября 2016 года в Боготе президентом Сантосом и Тимолеоном Хименесом было подписано новое, несколько изменённое по содержанию, мирное соглашение между правительством Колумбии и ФАРК, которое затем было ратифицировано колумбийским парламентом.
1 сентября 2017 года около 1200 делегатов съезда FARC в Боготе проголосовали за преобразование движения в политическую партию под названием Fuerza Alternativa Revolucionaria de Colombia — «Альтернативная революционная сила Колумбии». Съезд утвердил также предвыборную программу и эмблему новой партии — красную розу со звездой в центре и зеленые буквы FARC внизу.
9 октября бывшие повстанческие Революционные вооруженные силы Колумбии (РВСК) официально завершили процесс регистрации созданной на их основе политической партии. Партия получила название «Общая революционная альтернативная сила» (ОРАС). По-испански аббревиатура партии полностью совпадает с аббревиатурой РВСК (FARC).

## Диссиденты
В конце августа 2019 года один из лидеров FARC Иван Маркес в окружении нескольких десятков человек в камуфляже записал видеоролик, в котором заявил о возобновлении вооружённой борьбы против властей, обвинив их в срыве мирных договорённостей и терроре против революционеров. Большинство соратников не поддержало Маркеса, однако непримиримые члены организации заявили о готовности объединиться с Армией национального освобождения.

## Структура

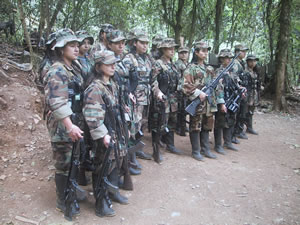
Женский взвод ФАРК

В 1987 году образован Координационный комитет партизанского движения имени Симона Боливара, который объединяет на условиях автономии все левые партизанские силы Колумбии. Данный орган координирует деятельность всех левых подпольных сил Колумбии.
Национальная конференция партизан командного звена выбирает начальника Главного штаба и Секретариат из 7 командиров. Данная конференция состоит из делегатов командиров всех фронтов. Секретариат определяет политическое и военное планирование организации.
Начальнику Главного штаба подчиняются начальники штабов группы фронтов (в группу входят минимум 5 фронтов). На более нижестоящем уровне командует начальник штаба фронта (минимум одна колонна). Колонна включает 2 соединения, то есть 16 взводов. Соединение включает четыре партизанских отряда, каждый из которых включает 2 взвода по 12 солдат.
Сейчас в организации 45-75 фронтов и 5-17 тысяч человек. Сейчас ФАРК контролирует 5 департаментов страны, где по соглашению с правительством Колумбии им передана политическая власть. ФАРК имеет вспомогательное крыло — народную милицию из помощников-агентов и боливарскую милицию как полувоенное крыло. Сама Компартия Колумбии строится по военно-иерархическому принципу, когда каждое подразделение ФАРК имеет не внутри, а вне себя резервную подпольную ячейку партизанской базы.
| Колумбийская национальная армия | Революционные вооруженные силы Колумбии    |
| Солдат                          | Партизан                                   |
| Младший капрал                  | Заместитель командира взвода               |
| Старший капрал                  | Командир взвода                            |
| Младший сержант                 | Заместитель командира партизанского отряда |
| Старший сержант                 | Командир партизанского отряда              |
| Сержант-майор                   | Заместитель командира соединения           |
| Младший лейтенант               | Командир соединения                        |
| Лейтенант                       | Заместитель командира колонны              |
| Капитан                         | Командир колонны                           |
| Майор                           | Заместитель командира фронта               |
| Подполковник                    | Командующий фронтом                        |
| Полковник                       | Заместитель командующего группой фронтов   |
| Бригадный генерал               | Командующий группой фронтов                |
| Генерал-майор                   | Заместитель начальника главного штаба      |
| Генерал армии                   | Начальник (команданте) Главного штаба      |

## СМИ ФАРК
Рупором ФАРК многие годы оставалась радиостанция «Voz de la Resistencia» («Голос Сопротивления»), располагавшаяся в джунглях, в регионах Колумбии, подконтрольных ФАРК. «Voz de la Resistencia» своего расцвета достигла в начале 2000-х годов, когда станция смогла создать сеть из FM и средневолновых передатчиков в Колумбии. Также передачи радио ФАРК на коротких волнах принимались и в Европе. Станция передавала имевшие успех в Колумбии музыкальные программы, располагала подразделением звукозаписи и выпускала музыкальные диски. Её же основная деятельность идеологическое просвещение и резкая критика правительства. В 2010 году колумбийским властям удалось на время нарушить работу радиостанции, однако впоследствии станция продолжила свои передачи. 19 ноября 2011 года колумбийские военные прервали вещание радиостанции. В ходе операции, проведённой в лагере повстанцев в провинции Мета, военные обнаружили и конфисковали микрофоны, компьютеры, усилители и генератор, использовавшиеся для вещания станции. Отмечается, что трансляционное оборудование было спрятано и защищено минным ограждением, состоявшим из 60 единиц взрывчатки. В целом радиостанция просуществовала около 15 лет.

## Комментарии
1. ↑  В 2017 году движение было преобразовано в зарегистрированную политическую партию «Общая революционная альтернативная сила», однако в 2019 году со стороны одного из лидеров FARC и группы его единомышленников прозвучало заявление о возобновлении вооружённой борьбы.